# نیکول والاس
نیکول والاس (انگلیسی: Nicole Wallace؛ زادهٔ ۲۲ مارس ۲۰۰۲) بازیگر و خواننده اهل اسپانیا است.

## زندگی شخصی
نیکول والاس در مادرید-اسپانیا به دنیا آمد و در همان جا بزرگ شد. پدر او آمریکایی است و به همین دلیل به دو زبان اسپانیایی و انگلیسی به طور کامل مسلط است.
او با یادگیری نواختن پیانو و ویولا بزرگ شد و از سنین پایین به آموزش آواز پرداخت. والاس همچنین بیش از هشت سال است که در رده رقص های فانک ، هیپ هاپ و مدرن تمرین می‌کند. او همچنین یک خواهر بزرگتر به نام کلویی دارد که هم کارگردان ، نویسنده و عکاس است؛ که به تازگی سریال A Perfect Story محصول نتفلیکس را کارگردانی کرده‌است.
او همچنین روانشناسی را از طریق یک برنامه آموزش از راه دور در یک دانشگاه مطالعه می‌کند و در عین حال به حرفه خود به عنوان بازیگر ادامه می‌دهد.